# Парижская резня
«Парижская резня» (англ. The Massacre at Paris) — трагедия английского драматурга Кристофера Марло, над которой он работал в 1593 году. Осталась незаконченной из-за гибели автора.

## Сюжет
Действие пьесы происходит во Франции, охваченной гугенотскими войнами, в период от Варфоломеевской ночи (1572) до убийства короля Генриха III (1589). В изображении Марло гугеноты оказываются безусловно положительными персонажами, а католики — злодеями; при этом драматург всё же сочувствует Гизам.